# Guarea mangenotiana
Guarea mangenotiana là một loài thực vật có hoa trong họ Meliaceae. Loài này được (Aké Assi & Lorougnon) J.J.de Wilde mô tả khoa học đầu tiên năm 2007.